# Sowinskya macrocera
Sowinskya macrocera is een vlokreeftensoort uit de familie van de Gammaridae. De wetenschappelijke naam van de soort is voor het eerst geldig gepubliceerd in 1948 door Derzhavin.